# Agonocryptus argentinus
Agonocryptus argentinus är en stekelart som beskrevs av Gupta 1982. Agonocryptus argentinus ingår i släktet Agonocryptus och familjen brokparasitsteklar. Utöver nominatformen finns också underarten A. a. tucumanus.